# So Near, Yet So Far
So Near, Yet So Far è un cortometraggio muto del 1912 diretto da D.W. Griffith.

## Produzione
Il film fu prodotto dalla Biograph Company. Venne girato a New York.

## Distribuzione
Distribuito dalla General Film Company, il film - un cortometraggio di una bobina - uscì nelle sale cinematografiche statunitensi il 20 settembre 1912.
Copia della pellicola è conservata negli archivi del Museum of Modern Art e nella collezione del Mary Pickford Institute for Film Education.